# Ilhuícatl-Nanatzcáyan

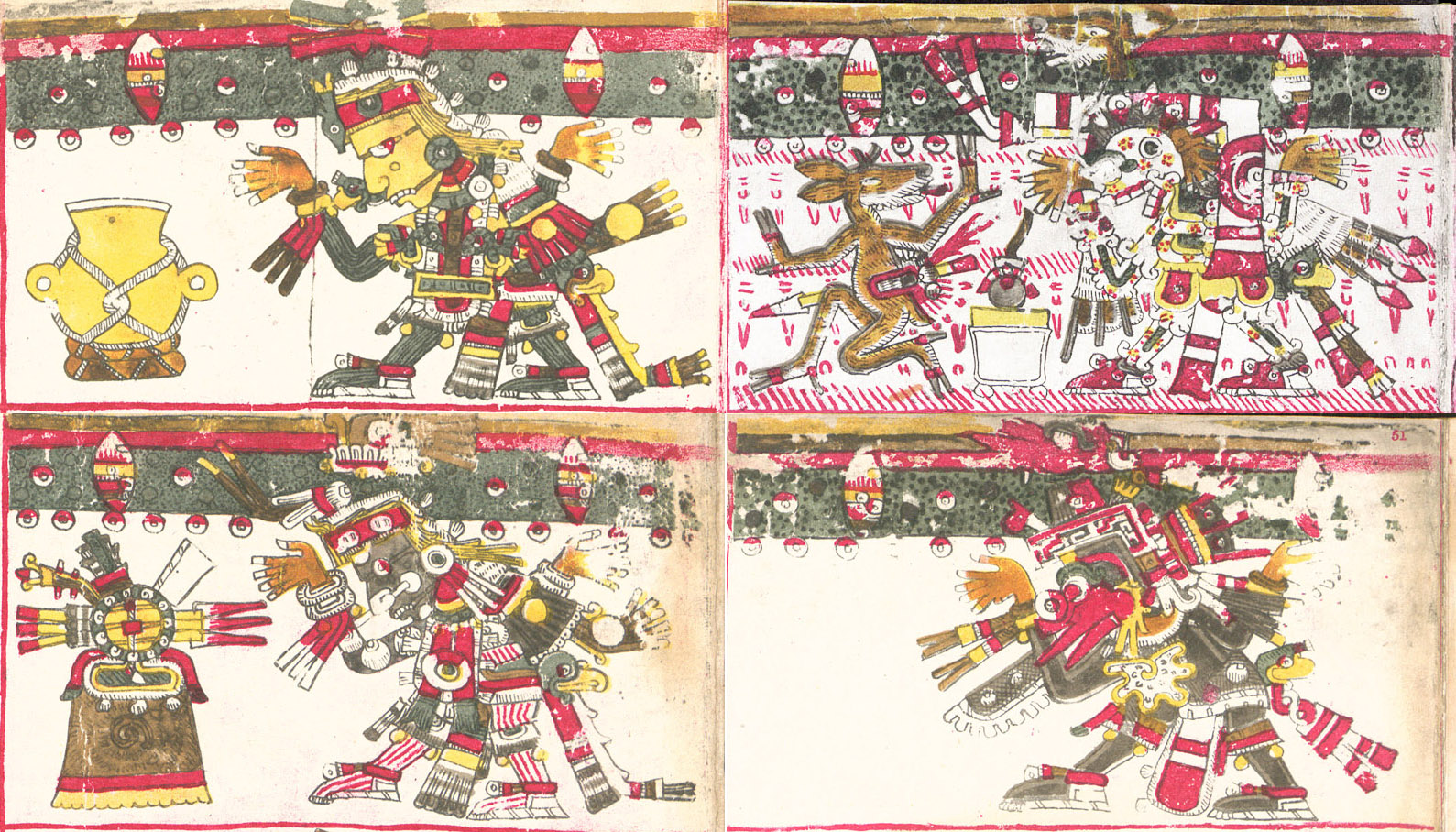
Los cuatro puntos cardinales o reinos del universo horizontal descritos en el Códice Borgia según la Cosmogonía mexica.

Ilhuícatl-Nanatzcáyan (del náhuatl: ilhuicatl-nanatzcayan ‘el cielo donde se rechina’‘ilhuicatl, cielo; nanatzca, rechinar; yan, lugar’) en la mitología mexica es el octavo estrato celeste del universo vertical según la Cosmogonía mexica, es el sitio donde crujen los cuchillos de obsidiana, es el lugar de las tempestades y la morada celeste del dioses de la muerte, Mictlantecuhtli y Mictecacíhuatl, es la región trascendental donde nace la oscuridad.